# Franciszek Dłużewski
Franciszek Dłużewski herbu Pobóg (zm. przed 15 lipca 1771 roku) – chorąży chełmski od 1750 roku.
Poseł na sejm nadzwyczajny  1761 roku z ziemi chełmskiej. 29 kwietnia 1761 roku zerwał sejm nadzwyczajny.